# Etendiolo
L'etendiolo è un composto organico di formula semistrutturale HO-CH=CH-OH. Rappresenta il più semplice degli endioli, composti che sono enoli di alfa-idrossialdeidi (come in questo caso) o di alfa-idrossichetoni e che contengono nella loro struttura il raggruppamento -C(OH)=C(OH)-. La molecola presenta due isomeri geometrici: il cis-1,2-etendiolo ed il trans-1,2-etendiolo. In ambiente acquoso ed opportunamente catalizzato i due isomeri sono interconvertibili, essendo entrambi in equilibrio tautomerico con la glicolaldeide.